# 데이버 버나디크

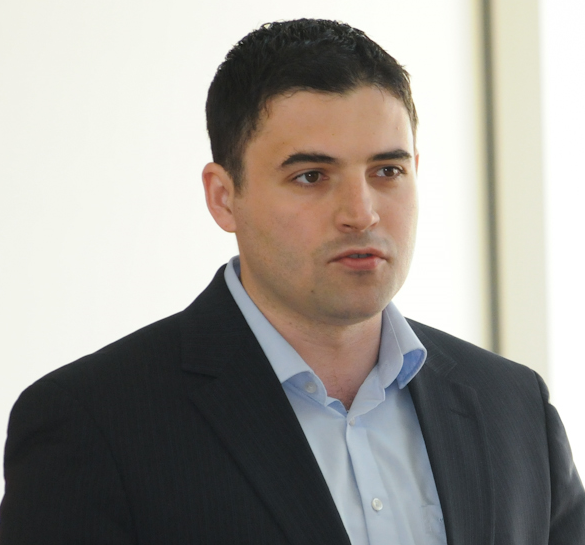

데이버 버나디크(크로아티아어: Davor Bernardić, 1980년 1월 5일 ~ )는 크로아티아의 물리학자, 정치인이다. 2016년 11월 이래 사회민주당(이하 사민당)의 대표이자 야권대표직을 겸임하고 있으며, 대표 선출 이전에는 공동부대표, 사민당 자그레브 시당위원장, 사민당 청년위원장을 지냈다. 그는 또한 1번 선거구의 4선 국회의원이다.